# Сюрва
Сюрва — река в России, протекает по Карагайскому району Пермского края. Устье реки находится в 37 км по левому берегу реки Обва. Длина реки составляет 12 км.
Высота устья — 109,4 м над уровнем моря.
Река образуется слиянием рек Большая Сюрва и Малая Сюрва в 6 км к юго-западу от посёлка Рождественск. Река течёт на юго-восток и восток, русло сильно извилистое. На берегах реки стоят деревни Филиппово, Черемнята, Косарево, Фролово. Ширина реки на всём протяжении 10-15 метров, скорость течения — 0,3 м/с. Впадает в Обву выше посёлка Рождественск, в 2 км восточнее деревни Фролово.

## Данные водного реестра
По данным государственного водного реестра России относится к Камскому бассейновому округу, водохозяйственный участок реки — Кама от города Березники до Камского гидроузла, без реки Косьва (от истока до Широковского гидроузла), Чусовая и Сылва, речной подбассейн реки — бассейны притоков Камы до впадения Белой. Речной бассейн реки — Кама.
Код объекта в государственном водном реестре — 10010100912111100009684.